# حسن شنجيتش
حسن شِنجيتش (بالبوسنية: Hasan Čengić، ويُنطق: hǎsan t͡ʃěŋgit͡ɕ) (30 أغسطس 1957 - 7 نوفمبر 2021) كان سياسيًا بوسنيًا شغل منصب نائب رئيس الوزراء ووزير الدفاع في اتحاد البوسنة والهرسك.

## مسيرته
وُلِد شنجيتش في فوتشا بيوغوسلافيا، البوسنة والهرسك الحالية. سنة 1983، أُدين مع الرئيس المستقبلي علي عزت بيغوفيتش من قبل النظام الشيوعي ليوغوسلافيا بعشر سنوات سجنا، قضى منها خمس سنوات.
سافر بشكل متكرر إلى طهران منذ عام 1983 وشارك في توصيل شحنات الأسلحة الإيرانية إلى البوسنة. خلال حرب البوسنة والهرسك، عاش شنجيتش في طهران وإسطنبول. وفقًا للشرطة النمساوية، كان عضوًا في مجلس إدارة وكالة إغاثة العالم الثالث (TWRA)، وهي منظمة إغاثة مقرها السودان يشتبه في ارتباطها بأسامة بن لادن وتنظيم القاعدة.
وباعتباره وزيرًا اتحاديًا للمشردين واللاجئين بعد النزاع، فقد اتُهم بتخويف اللاجئين الصرب العائدين إلى ديارهم، لكنه لم يُدان أبدًا.
اعتبرت صحيفة سلوبودنا بوسنة بأن شنجيتش كان الشريك التجاري لعصابة روسية وتاجر أسلحة وضابط سابق في المخابرات السوفيتية كي جي بي اسمه فيكتور بوت، الملقب بـ «تاجر الموت». في مايو 2006، عندما فُقدت 200.000 بندقية هجومية من طراز أيه كيه-47 أثناء العبور من البوسنة والهرسك إلى العراق، كانت إحدى شركات الطيران التابعة لبوت هي الناقل.
توفي شنجيتش في 7 نوفمبر 2021 عن عمر يناهز 64 عامًا.